# Jessica Jung
Jessica Jung (sinh ngày 18 tháng 4 năm 1989), hay Jung Soo-yeon, thường được biết đến với nghệ danh Jessica, là một nữ ca sĩ, diễn viên, nhà thiết kế thời trang kiêm doanh nhân người Mỹ gốc Hàn Quốc. Cô được biết đến là cựu thành viên của nhóm nhạc nữ Hàn Quốc Girls' Generation.

## Tiểu sử
Jessica Jung được sinh ra tại San Francisco, California, Mỹ. Gia đình cô di cư sang Mỹ từ những năm 80 và trở về Hàn Quốc năm Jessica 11 tuổi. Bố của Jessica là luật sư kiêm nghề tay trái là võ sĩ quyền anh còn mẹ là bà Lee Jung-suk, huấn luyện viên thể dục nhịp điệu.
Năm 2000, Jessica và em gái Krystal được SM phát hiện khi đi dạo cùng gia đình ở xung quanh quận Bundang, Seongnam, Gyeonggi-do và được mời tham gia thử giọng. Jessica đã tham gia cuộc thi 2000 SM Casting System và trở thành thực tập sinh tại SM vào cùng năm. Sau đó cô được đào tạo bài bản về ca hát, vũ đạo và diễn xuất tại SM Town trong vòng 7 năm 6 tháng. Jessica tốt nghiệp trường quốc tế Korea Kent Foreign School cùng với thành viên Tiffany vào tháng 5 năm 2007..

## Sự nghiệp âm nhạc

### 2007-2014: Thành viên Girls' Generation
Jessica là thành viên đầu tiên trong Girls' Generation gia nhập công ty quản lý SM Entertainment vào năm 2000. Cô được chọn là thành viên của nhóm nhạc nữ chín thành viên ra mắt vào ngày 5 tháng 8 năm 2007.
Ngoài các hoạt động trong nhóm, Jessica đã phát hành hai đĩa đơn với Seohyun và
Tiffany: "Love Hate" (tiếng Hàn: "오빠 나빠", Oppa Nappa) và "Mabinogi (It's Fantastic!)".
Jessica hợp tác với 8Eight cho bài hát "I Love You" từ album thứ hai của họ, Infinity, được phát hành vào ngày 3 tháng 3 năm 2008. Mặc dù Jessica là người hát hòa âm, nhưng cô không xuất hiện trong MV. Ngoài ra, cô đã có nhiều bản song ca khác - một với thành viên  Onew nhóm Shinee, ca khúc "One Year Later", và một với Park Myung-soo, "Naengmyeon". Jessica góp giọng trong "Seoul Song " với Leeteuk, Sungmin, Donghae, Siwon, Ryeowook và Kyuhyun của nhóm Super Junior cùng các thành viên cùng nhóm là Taeyeon, Sunny, Sooyoung và Seohyun.
Màn ra mắt lần đầu trên sân khấu nhạc kịch của Jessica là vở Legally Blonde phiên bản Hàn Quốc, cùng với Lee Ha-nui và Kim Ji-woo; quá trình dàn dựng bắt đầu vào ngày 14 tháng 11 năm 2009. Cùng năm, cô tham gia một phần đặc biệt trong chương trình Infinity Challenge cho số phát sóng đặc biệt mùa hè, trong đó cô  được chọn để hát một bản song ca mang tên "Naengmyeon" với Park Myung-soo, một trong những MC.
Tháng 3 năm 2010, cô vào vai khách mời trong phim Oh! My Lady của đài SBS. Vào tháng 5 năm 2010, Jessica trở thành khách mời thường xuyên của chương trình  Happy Birthday  cho đến khi rút lui vào ngày 7 tháng 6 năm 2010, do các hoạt động ở nước ngoài của Girls 'Generation. Cô cũng là khách mời thường xuyên của chương trình Star King cùng với thành viên Yuri. Jessica phát hành một đĩa đơn kỹ thuật số mang tên "Sweet Delight" vào ngày 13 tháng 10 năm 2010.
Năm 2011, Jessica tham gia hát nhạc phim Romance Town của đài KBS với bài hát "Because Tears Are Overflows" (tiếng Hàn Quốc: 눈물이 넘쳐서).
Jessica tham gia phim truyền hình đầu tay Wild Romance với vai khách mời và trở lại sân khấu nhạc kịch Legally Blonde, cùng với Jung Eun-ji và Choi Woori. Buổi biểu diễn đầu tiên của cô là vào ngày 28 tháng 11 năm 2012. Jessica còn thể hiện ca khúc "What To Do" (góp giọng với Kim Jin-pyo) là nhạc nền của phim truyền hình Wild Romance, "Butterfly" (song ca với em gái Krystal) cho phim thần tượng To The Beautiful You, "Heart Road" cho phim truyền hình The King's Dream, cũng như ca khúc "My Lifestyle", một ca khúc quảng cáo cho Hyundai i30.

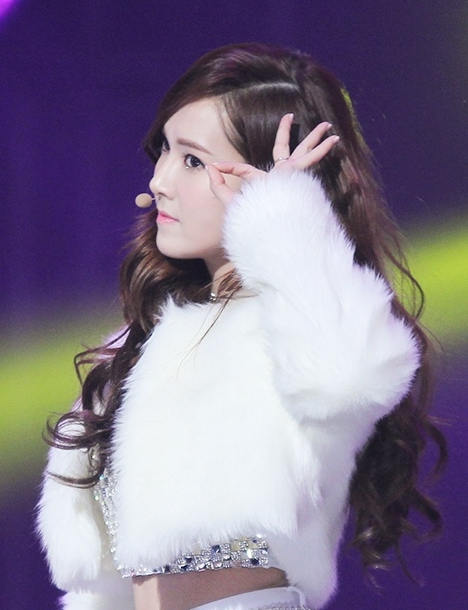
Jessica với tư cách là thành viên của Girls 'Generation trong buổi biểu diễn tại MBC Gayo Daejejun năm 2013

Năm 2013, Jessica thể hiện ca khúc "The One Like You" cho phim Dating Agency: Cyrano.
Năm 2014, Jessica phát hành "Say Yes" cho nhạc phim Make Your Move, góp giọng cùng em gái Krystal và cựu thành viên của nhóm EXO, Kris.
Jessica và em gái Krystal tham gia chương trình truyền hình thực tế của riêng họ có tên Jessica & Krystal. Chương trình được lên sóng vào ngày 3 tháng 6 và bao gồm mười tập.
Ngày 30 tháng 9 năm 2014, Jessica đăng bài viết trên tài khoản Weibo cá nhân cho biết cô đã bị "ép ra khỏi nhóm". SM Entertainment sau đó đã xác nhận điều này, nói rằng Jessica sẽ không còn là thành viên của Girls' Generation. Công ty cũng tuyên bố rằng nhóm sẽ tiếp tục quảng bá với 8 thành viên trong khi vẫn quản lý các hoạt động solo của Jessica.
Jessica đưa ra tuyên bố của riêng mình thông qua công ty thời trang Blanc Group, giải thích rằng cô đã được công ty quản lý và các thành viên khác của nhóm yêu cầu rời khỏi nhóm.
Ca khúc cuối cùng của cô góp giọng với Girls' Generation là "Divine", trong phiên bản phát hành lại thuộc album thành công nhất của nhóm tại Nhật Bản, The Best.

### Diễn xuất và ra mắt solo

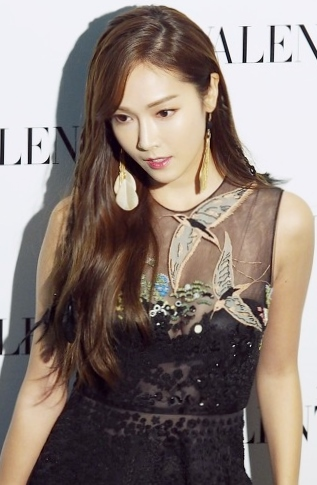
Jessica tại sự kiện Marina Bay Sands Valentino năm 2016

Năm 2015, Jessica xác nhận vào vai nữ chính trong bộ phim hài tình cảm của Trung Quốc có tựa đề I Love That Crazy Little Thing, đóng cặp với Trần Vỹ Đình và Tạ Đình Phong. Phim ra mắt vào tháng 8 năm 2016, Jessica song ca với Trần Vỹ Đình trong bài hát chủ đề "Love! Love! Aloha!".
Vào ngày 6 tháng 8 năm 2015, SM Entertainment đã đưa ra một tuyên bố chính thức cho biết công ty và cựu thành viên của Girls' Generation đã chính thức ngừng hợp tác. Năm sau, Jessica được xác nhận là nữ chính trong bộ phim tự truyện về Stephon Marbury có tựa đề My Other Home, đóng cùng với chính Marbury. Cô cũng được chọn vào phim hài hành động ngắn Two Bellmen Three bên cạnh Ki Hong Lee. Jessica còn góp mặt trong chương trình tạp kỹ của thể thao Trung Quốc  YES!Coach, trong đó tham gia một cuộc thi bơi lội sau khi được huấn luyện bởi vận động viên bơi lội chuyên nghiệp Tôn Dương. Jessica cũng tham gia chủ trì chương trình truyền hình về làm đẹp Beauty Bible, cùng với cựu idol Kim Jae-kyung.
Tháng 2 năm 2016, Jessica thông báo rằng album solo đầu tiên của cô sẽ được phát hành dưới công ty quản lý mới, Coridel Entertainment.
Vào tháng 4 năm 2016, công ty quản lý thông báo rằng Jessica sẽ phát hành album đầu tiên của cô ấy vào tháng 5. Vào ngày 30 tháng 4, Coridel Entertainment đã phát hành danh sách ca khúc bao gồm ca khúc chủ đề "Fly" góp giọng với Fabolous. Jessica đã viết và sáng tác bốn trong số sáu bài hát. Tên của album sau được tiết lộ là With Love, J, và được phát hành vào ngày 17 tháng 5 năm 2016, cùng với đĩa đơn chính, "Fly".
MV ca khúc "Fly" đã thu về hơn 2 triệu lượt xem trong vòng 24 giờ sau khi phát hành. Video cho đĩa đơn thứ hai, "Love Me the Same", được phát hành vào ngày hôm sau, ngày 18 tháng 5 năm 2016. With Love, J đứng đầu tám bảng xếp hạng âm nhạc và cũng đứng đầu trên Bảng xếp hạng hàng tuần Hanteo và Bảng xếp hạng album hàng tuần Gaon. Phiên bản tiếng Anh cho album EP, được phát hành vào ngày 27 tháng 5, có 5 trong số 6 bài hát gốc.
Cùng năm, Jessica đã tổ chức một tour giao lưu gặp gỡ người hâm mộ châu Á bắt đầu tại Seoul vào ngày 1 tháng 6, tiếp tục đến các quốc gia khác như Thái Lan, Đài Loan và Nhật Bản.  Chuyến lưu diễn kết thúc vào ngày 5 tháng 11 tại Thượng Hải.  Các buổi biểu diễn tiếp theo dự kiến diễn ra tại Singapore, Indonesia, Philippines và Việt Nam đã bị hủy do vấn đề sức khỏe và lo ngại Jessica phải làm việc quá sức trước khi phát hành album tiếp theo.
Vào tháng 12, Jessica có màn trở lại với một album Giáng sinh EP có tên Wonderland, bao gồm sáu bài hát, bốn trong số đó cô tham gia viết.  Album và ca khúc chủ đề cùng tên được phát hành vào ngày 10 tháng 12.  Album cũng có một phiên bản tiếng Anh, với bốn trong sáu bài hát gốc tiếng Hàn.

### 2017–nay:My Decadevà tiểu thuyết đầu tay
Vào ngày 14 tháng 4 năm 2017, Coridel Entertainment đã phát hành một loạt hình ảnh teaser xác nhận rằng Jessica sẽ trở lại đầu tiên trong năm với một đĩa đơn kỹ thuật số mang tên "Because It's Spring", vào ngày 18 tháng 4 năm 2017. Cũng trong tháng đó, tạp chí Forbes đưa Jessica vào danh sách 30 Under 30 Asia 2017, bao gồm 30 người dưới 30 tuổi có ảnh hưởng và đã tạo ra hiệu quả đáng kể trong lĩnh vực của họ. "Because It's Spring" sau đó đã được đưa vào album EP thứ ba của cô ấy là My Decade, phát hành vào ngày 9 tháng 8 năm 2017 để kỷ niệm 10 năm kể từ khi ra mắt.  Jessica đã tham gia viết 5 trong số 6 bài hát trong album.  Đĩa đơn chính "Summer Storm" và video âm nhạc của nó được phát hành cùng ngày.
Tháng 7 năm 2017, Jessia bắt đầu chuyến lưu diễn mini concert đầu tiên mang tên "On Cloud Nine". Buổi diễn đầu tiên của chuyến lưu diễn là ở Đài Bắc, diễn ra vào ngày 29 tháng 7 năm 2017. Jessica cũng tổ chức các buổi biểu diễn ở Seoul, Osaka, Tokyo và Bangkok như một phần của chuyến lưu diễn.  Một chương trình dự kiến diễn ra tại Hồng Kông vào ngày 15 tháng 10 năm 2017 đã bị hủy bỏ do Bão Khanun ảnh hưởng đến khu vực này. Buổi trình diễn cuối cùng của "On Cloud Nine" diễn ra tại Ma Cao vào ngày 3 tháng 3 năm 2018.
Tháng 5 năm 2018, Jessica đã ký hợp đồng với United Talent Agency. Công ty sẽ đại diện cho Jessica tại khu vực Bắc Mỹ trong lĩnh vực âm nhạc, điện ảnh, truyền hình và quảng cáo. Tháng 10, Jessica tổ chức một mini-concert thứ hai ở Đài Loan mang tên "Golden Night". Vào ngày 14 tháng 12, Jessica đã phát hành một đĩa đơn Giáng sinh mang tên "One More Christmas" hợp tác với thương hiệu mỹ phẩm Amuse Cosmetics của Hàn Quốc.
Tháng 6 năm 2019, Jessica cùng em gái Krystal đã quay chương trình thực tế thứ hai của họ tại Mỹ. Đĩa đơn của Jessica, "Call Me Before You Sleep" được phát hành kỹ thuật số vào ngày 26 tháng 9 và có sự góp mặt của rapper Giriboy trong phiên bản tiếng Hàn.  Phiên bản tiếng Nhật đã được phát hành vào ngày 9 tháng 10 và có sự tham gia của CrazyBoy thuộc Sandaime J Soul Brothers. Ca khúc được sản xuất bởi Cha Cha Malone. Cô cũng tổ chức một buổi gặp gỡ người hâm mộ tại Nhật Bản, XOXO Jessica Jung Fan Meeting, vào ngày 2 tháng 10, với nhóm nhạc nữ GWSN xuất hiện với tư cách là người mở màn. Các buổi diễn tiếp theo được tổ chức tại Đài Loan và Thái Lan, lần lượt vào ngày 19 và 27 tháng 10. Trong cùng tháng, có thông báo rằng Jessica sẽ cho ra mắt cuốn tiểu thuyết đầu tay, Shine, vào mùa thu năm 2020 như một phần của hợp đồng hai cuốn sách với Simon Pulse, ấn bản của Simon & Schuster. Glasstown Entertainment đã bán cuốn tiểu thuyết cho mười một quốc gia và đang phát triển một bộ phim chuyển thể do Matthew Kaplan của ACE Entertainment sản xuất.
Shine, phát hành vào ngày 30 tháng 9 năm 2020, đứng ở vị trí thứ năm trong danh sách Sách bán chạy nhất của The New York Times trong danh mục Sách bìa cứng dành cho giới trẻ trong số ra ngày 18 tháng 10.
Vào tháng 5 năm 2010, Jessica tham gia vào chương trình truyền hình "Happy Birthday". Cô rời khỏi chương trình này vào ngày 7 tháng 6 năm 2010 vì những hoạt động ở nước ngoài của SNSD.

## Kinh doanh

### Thương hiệuthời trangriêng

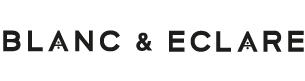
Logo thương hiệu thời trang của cô

Tháng 8 năm 2014, Jessica ra mắt thương hiệu thời trang riêng Blanc & Eclare, được miêu tả là một thương hiệu với những sản phẩm kết hợp nét hiện đại và cổ điển cùng những chi tiết thú vị được lấy cảm hứng từ gu thời trang của riêng Jessica.
Cô chia sẻ: "Ước mơ của tôi về việc ra mắt Blanc cuối cùng đã thành hiện thực. Tôi rất phấn khích khi phát triển một nhãn hiệu thời trang và giới thiệu nó ra thế giới. Qua công việc sáng tạo với các nhà thiết kế và người mẫu thời trang, tôi học được rất nhiều và tôi rất mong muốn được tiếp tục chia sẻ những thông tin mới về các đối tác mà tôi có được." Thương hiệu sau đó đã được đổi tên thành Blanc & Eclare.

## Đời tư
Trong một mini concert tại Đài Loan vào tháng 7 năm 2017, Jessica đã tiết lộ rằng tên khai sinh trên hộ chiếu cá nhân là "Jessica Jung", trong khi tên tiếng Hàn "Soo-yeon" chỉ được chọn về sau do cần thiết. Cô ấy tự mô tả mình là "Cơ đốc giáo ham tìm tòi" và đi nhà thờ..
Ngày 17 tháng 5 năm 2016, Jessica xác nhận đang hẹn hò với bạn trai đại gia từ năm 2013.

## Giọng hát
- Loại giọng: Light Lyric Soprano (Nữ cao trữ tình loại sáng)
- Quãng giọng: D3 ~ G5 ~ D6 (3 quãng tám)
- Supported range (quãng hát hỗ trợ): G3/G#3 ~B4/C5

## Danh sách đĩa hát

### EPs
| Tên          | Tên                                                                                                   | Thông tin album  | Thông tin album | Vị trí cao nhất | Vị trí cao nhất | Doanh số                                                    | Doanh số |
| Hàn Quốc     | Nhật Bản                                                                                              | Billboard charts | Top Heatseekers |                 |                 |                                                             |          |
| ------------ | --- | ---------------- | --------------- | --------------- | --------------- | ----------------------------------------------------------- | -------- |
| With Love, J | - Ngày phát hành: 17 tháng 5 năm 2016 - Nhãn: Coridel Entertainment - Định dạng: CD, tải kĩ thuật số  | 1                | 34              | 4               | 16              | - Hàn Quốc: 76,062 - Trung Quốc: 137,900+ - Nhật Bản: 3,916 |          |
| Wonderland   | - Ngày phát hành: 10 tháng 12 năm 2016 - Nhãn: Coridel Entertainment - Định dạng: CD, tải kĩ thuật số | 1                | 85              | 7               | —               | - Hàn Quốc: 39,774+ - Nhật Bản: 1,773                       |          |
| My Decade    | - Ngày phát hành: 09 tháng 8 năm 2017 - Nhãn: Coridel Entertainment - Định dạng: CD, tải kĩ thuật số  |                  |                 |                 |                 |                                                             |          |

### Danh sách đĩa hát cá nhân
| Năm  | Tên đĩa đơn                                   | Bài hát                            | Độ dài | Nghệ sĩ                                                                                         |
| ---- | --------------------------------------------- | ---------------------------------- | ------ | ----------------------------------------------------------------------------------------------- |
| 2007 | SBS Thirty Thousand Miles in Search of My Son | "Touch the Sky"                    | 03:49  | Cùng Taeyeon, Seohyun, Sunny và Tiffany                                                         |
| 2008 | Roommate                                      | "Love Hate"                        | 03:45  | Cùng Seohyun và Tiffany                                                                         |
| 2008 | It's Fantastic                                | "It's Fantastic"                   | 03:40  | Cùng Seohyun và Tiffany                                                                         |
| 2008 | Infinity                                      | "I Love You"                       | 03:40  | Cùng 8eight                                                                                     |
| 2008 |                                               | "Holding Hands"                    | 03:54  | Cùng Tiffany, Super Junior, SS501, Jewelry, Brown Eyed Girls, Lee Hyun và T.G.U.S               |
| 2008 | KBS Hong Gildong OST                          | "The Little Boat (작은 배)"        | 03:27  | Cùng Taeyeon, Seohyun, Sunny và Tiffany                                                         |
| 2008 |                                               | "Haptic Motion"                    | 01:31  | Cùng Taeyeon, Seohyun và Sunny                                                                  |
| 2009 | Olympic Duet Song Festival                    | "NaengMyun"                        | 03:41  | Cùng Park Myung-soo                                                                             |
| 2009 | Tell Me Your Wish (Genie)                     | "One Year Later"                   | 04:00  | Cùng Onew                                                                                       |
| 2009 | MBC Heading to the Ground OST                 | "Motion"                           | 04:06  | Cùng Taeyeon, Seohyun, Sunny và Tiffany                                                         |
| 2009 |                                               | "S.E.O.U.L."                       | 03:47  | Cùng Taeyeon, Seohyun, Sunny và Kyuhyun, Sungmin, Ryeowook, Donghae và Leeteuk của Super Junior |
| 2009 |                                               | "I Can't Bear Anymore (Bear Song)" | 02:43  | Cùng Taeyeon, Seohyun and Sunny                                                                 |
| 2010 | Sweet Delight                                 | "Sweet Delight"                    | 03:20  | Solo                                                                                            |
| 2010 |                                               | "Cabi Song"                        | 03:19  | Cùng Taeyeon, Tiffany, Seohyun, Sunny, Yuri, Chansung, Junsu, và Taecyeon                       |
| 2010 |                                               | "Cooky"                            | 02:50  | Cùng Tiffany, Seohyun và Sunny                                                                  |
| 2010 | My Friend Haechi                              | "Haechi Song" (해치송)             | 03:26  | Cùng Taeyeon, Sunny, Tiffany và Seohyun                                                         |
| 2011 | Romance Town                                  | "Because Tears Are Overflowing"    | 04:46  | Solo                                                                                            |
| 2012 | KBS Wild Romance                              | "What To Do"                       | 03:54  | Cùng Kim Jin-pyo                                                                                |
| 2012 | SBS To the Beautiful You                      | "Butterfly"                        | 03:01  | Cùng Krystal                                                                                    |
| 2012 | KBS The King's Dream                          | "Heart Road"                       | 04:19  | Solo                                                                                            |
| 2012 | PYL Younique Volume 1                         | "My Unique Lifestyle"              | 03:06  | Cùng Dok2                                                                                       |
| 2013 | Dating Agency: Cyrano                         | "The One Like You"                 | 04:15  | Solo                                                                                            |
| 2014 | Make Your Move 3D                             | "Say Yes"                          | 03:58  | Cùng Krystal Jung và Kris Wu                                                                    |
| 2014 | Make Your Move 3D                             | "Cheap Creeper"                    | 03:01  | Cùng Taeyeon, Tiffany, Sunny & Seohyun                                                          |

### Đĩa đơn
| Năm  | Tên Bài Hát                     | Vị trí cao nhất | Vị trí cao nhất |
|      |                                 | Hàn Quốc        | Hoa Kỳ          |
| Gaon | Billboard                       |                 |                 |
| ---- | ------------------------------- | --------------- | --------------- |
| 2010 | "Sweet Delight"                 | 48              | —               |
| 2011 | "Because Tears Are Overflowing" | 20              | —               |
| 2012 | "What To Do" (with Kim Jin-pyo) | 12              | 14              |
| 2012 | "Butterfly" (with Krystal)      | 22              | 17              |
| 2012 | "Heart Road"                    | 57              | 43              |
| 2012 | "My Lifestyle" (with Dok2)      | 34              | 30              |
| 2013 | "The One Like You"              | 37              | 21              |
| 2016 | "Fly""                          | 4               | -               |
| 2017 | " Summer Storm "                |                 |                 |

## Video âm nhạc
| Năm  | Tên              | Ngày phát hành       |
| ---- | ---------------- | -------------------- |
| 2016 | Fly              | 17 tháng 5 năm 2016  |
| 2016 | Love Me The Same | 18 tháng 5 năm 2016  |
| 2016 | WONDERLAND       | 10 tháng 12 năm 2016 |
| 2017 | Summer Storm     | 09 tháng 8 năm 2017  |

## Danh sách phim

### Điện ảnh
| Năm  | Tên phim                                                 | Vai             | Chú thích                |
| ---- | -------------------------------------------------------- | --------------- | ------------------------ |
| 2012 | I AM. – SM Town Live World Tour in Madison Square Garden | Chính mình      | Phim tiểu sử của SM Town |
| 2016 | I Love That Crazy Little Thing                           | Lạc Thiến Thiến | [ 76 ]                   |
| 2016 | My Other Home                                            |                 | [ 77 ]                   |

### Truyền hình
| Năm  | Tên phim                   | Vai                                     | Ghi chú   | Đài phát sóng |
| ---- | -------------------------- | --------------------------------------- | --------- | ------------- |
| 2008 | Unstoppable Marriage       | Một trong 7 công chúa của Bulgwang-dong | Khách mời | KBS2          |
| 2009 | Tae-hee, Hye-kyo, Ji-hyun! | Giáo viên tiếng Anh                     | Khách mời | MBC           |
| 2010 | Oh! My Lady                | Chính mình                              | Khách mời | SBS           |
| 2012 | Wild Romance               | Kang Jong-hee                           | Vai phụ   | KBS2          |

### Truyền hình thực tế
| Năm  | Tên chương trình                 | Tập       | Ghi chú                                                |
| ---- | -------------------------------- | --------- | ------------------------------------------------------ |
| 2010 | Happy Birthday                   | All       |                                                        |
| 2014 | Jessica & Krystal                | 1-10      | cùng Krystal, mô tả hoạt động hàng ngày của hai chị em |
| 2015 | Yes! Coach                       | 7         | show thể thao, bơi lội                                 |
| 2015 | 12 Đạo Phong Vị                  | 9         | Khách mời                                              |
| 2021 | Jessica & Krystal – US Road Trip | 1-8       | cùng Krystal Jung                                      |
| 2022 | Tỷ Tỷ Đạp Gió Rẽ Sóng 3          | 1-12      | Thí sinh - Thành đoàn - Vị trí 2                       |
| 2022 | Ban Nhạc Bên Bờ Biển             | 1-4, 6-10 | Thành viên chính                                       |
| 2023 | Great Dance Crew 2               | 1-10      | Đội trưởng                                             |
| 2023 | Giọng Hát Trời Ban 4             | 5-8       | Khách mời                                              |

## Nhạc kịch
| Năm                  | Tên            | Vai        | Ghi chú   |
| -------------------- | -------------- | ---------- | --------- |
| 2009–2010; 2012–2013 | Legally Blonde | Elle Woods | Vai chính |

## Giải thưởng và đề cử
| Năm  | Giải thưởng                    | Hạng mục                               | Kết quả   |
| ---- | ------------------------------ | -------------------------------------- | --------- |
| 2012 | 3rd Annual Barbie & Ken Awards | Korean Barbie                          | Đoạt giải |
| 2012 | SBS MTV Best of the Best       | Vai khách mời xuất sắc nhât            | Đề cử     |
| 2013 | 7th The Musical Award          | Popularity Award                       | Đoạt giải |
| 2014 | 7th Style Icon Awards          | Top 10 Style Icons (with Krystal Jung) | Đoạt giải |
| 2014 | Sohu Fashion Awards            | Biểu tượng thời trang châu Á           | Đoạt giải |
| 2015 | Yahoo Asia Buzz Awards         | Giải thưởng mức độ phổ biến châu Á     | Đoạt giải |
| 2016 | YinYueTai 4th V Chart Awards   | Nghệ sĩ xu hướng (Hàn Quốc)            | Đoạt giải |
| 2023 | Sohu Fashion Awards            | Fashionista Award                      | Đoạt giải |
| 2023 | Đêm Hội Weibo                  | Ca sĩ nổi bật                          | Đoạt giải |
| 2023 | China Music Awards             | Annual Fashion Singer Award            | Đoạt giải |